# Hart im Zillertal
Hart im Zillertal – gmina w Austrii, w kraju związkowym Tyrol, w powiecie Schwaz. Według Austriackiego Urzędu Statystycznego liczyła 1555 mieszkańców (1 stycznia 2015).